# 黑鳍叶鲹
黑鳍叶鲹（学名：Caranx malam）为鲹科鲹属的鱼类，俗名黄尾鱼。分布于印度洋、印度尼西亚、日本、太平洋热带海区，包括南海等海域。